# St. Margaret’s School (Brunei)
St. Margaret's School ist eine Schule in Seria, im Distrikt Belait von Brunei.

## Geschichte
Die Schule wurde von Rev. L. R. Melling, einem Priester an der St. Margaret's Church  in Seria bei Lorong Tiga, 1955 gegründet. Die ersten Unterrichtsräume entstanden in einer ehemaligen Fahrzeugwerkstatt gegenüber der Kirche. Zu Beginn gab es drei Klassen mit 60 Kindern. R. E. Hales, der Managing Director der British Malayan Petroleum Company eröffnete offiziell die Schule am 8. April 1956.
1959 zog die Schule um an ihren heutigen Standort, der von der Regierung bereitgestellt wurde.
Melling und die Gemeindeglieder von St Margaret’s Church hatten die Schule für diejenigen gegründet, die Englisch als Unterrichtssprache wünschten.
Im Januar 1960 wurde die Schule erweitert und erhielt eine Sekundärstufe und im selben Jahr übernahm John Heath das Amt des Schulleiters.
Am 7. Mai 1961 wurde das ARCON Building durch P. M. Linton, den damaligen Managing Director der Brunei Shell Petroleum, eröffnet
Im November 1962 wurden das erste Mal Abschlussprüfungen nach dem Brunei Certificate of Education (PMB) abgehalten und 1964 wurde das Cambridge School Certificate of Examination eingeführt.
1967 wurde ein neues Unterrichtsgebäude durch den Bischof von Borneo eingeweiht und ein neues Verwaltungsgebäude mit Schulleiterwohnung errichtet.
Im Dezember 2011 wurde ein weiteres Schulgebäude eingeweiht.

## Leitbild

### Schullied
| We are proud that our school is St.Margaret's, Seria The place of our studies to fit us for life. Each morning we study with teachers to guide us. At home we are busy to learn all they've taught. We are boys and we are girls with lives stretched out before us. Oh! what shall we do with this life that is ours? We'll fit ourselves daily to be useful people; To serve God and neighbour the rest of our lives. | Wir sind stolz, dass unsere Schule St. Margaret's, Seria, ist Der Ort unseres Lernen der uns fürs Leben ausstattet. Jeden Morgen lernen wir mit Lehrern, die uns anleiten. Zu Hause sind wir beschäftigt, alles zu lernen, was wir gelehrt wurden. Wir sind Jungs und wir sind Mädchen mit unseren Leben, die vor uns liegen. O! Was werden wir mit dem Leben machen, das uns gehört? Wir wollen uns darauf vorbereiten nützliche Menschen zu werden; Um Gott zu dienen und Dem Nachbarn unser ganzes Leben lang. |

### Schulgebet
| Almighty God, bless our schools. Help all teachers and scholars. Give us grace to do what is right and strength to do what is difficult. May we always honour Your name. Amen. | Allmächtiger Gott, segne unsere Schule. Hilf allen Lehrern und Lernenden. Gib und Gnade das Richtige zu tun und Stärke das Schwierige zu tun. Immer soll dein Name durch uns geehrt sein. Amen |

## Schulleiter
| Principal                                    | Amtszeit          |
| -------------------------------------------- | ----------------- |
| L. R. Melling                                | 1956–1958         |
| John Heath                                   | 1960–1970         |
| J. G. R. Osborne                             | 1971–1974         |
| A. J. Tudball                                | Mai–Dezember 1975 |
| Abraham Thomas                               | 1978–1996         |
| Siew Kuan Keasberry                          | 1997–2007         |
| Hjh Kertini Binti OKPSD Abang Hj Abu Hanifah | 2007–2009         |
| Mohan Varghese                               | 2009–2011         |
| Koh Hong Puah                                | 2011–2017         |
| Liew Yong Kim                                | 2017–             |